# Barbora Gregorová
Barbora Gregorová (ur. 3 czerwca 1980 w Turnovie) – czeska tłumaczka, publicystka i pisarka. Tworzy przekłady z języków polskiego i rosyjskiego.
Studiowała na praskim Uniwersytecie Karola.
Jej dorobek obejmuje przekłady Wojny polsko-ruskiej… Doroty Masłowskiej, Pod Mocnym Aniołem Jerzego Pilcha oraz Głośnych historii Lidii Amejko. Tłumaczenia publikuje również na stronie iLiteratura.cz, w którym to serwisie jest redaktorką odpowiedzialną za sekcję polską.
W 2001 roku otrzymała Nagrodę Josefa Jungmanna za przekład Prcek.
Gra na saksofonie i śpiewa w grupie muzycznej „Jenisej”.

## Twórczość

### Twórczość własna
- Kámen – hora – papír, Labyrint 2008, ISBN 978-80-85935-89-9

### Przekłady
- Červená a bíla (Dorota Masłowska), ODEON 2004, ISBN 80-207-1175-9
- Královnina šavle (Dorota Masłowska), Fra 2008, ISBN 978-80-86603-66-7
- Reisefieber (Mikołaj Łoziński)
- U strážnýho anděla (Jerzy Pilch)
- Prcek (Mirosław Nahacz)
- Dva ubohý Rumuni, co uměj polsky (Dorota Masłowska), Agite/Fra 2010, ISBN 978-80-86603-29-2
- Mezi námi dobrý (Dorota Masłowska; wyszło w antologii Čtyři polské hry), Na Konári 2010, ISBN 978-80-904-487-1-1
- Zabila jsem naše kočky, drahá (Dorota Masłowska), ODEON 2014, ISBN 978-80-207-1551-7